# 로아존 파르크
로아존 파르크(Roazhon Park)는 프랑스 브르타뉴 렌에 위치한 축구 경기장이다. 프랑스의 축구 클럽 스타드 렌 FC의 홈구장이다.
로아존(Roazhon)은 브르타뉴어로 렌을 의미한다. 2015년까지의 명칭은 스타드 드 라 루트 드 로리앙(Stade de la Route de Lorient)이었다.